# Айктак (острів)
Острів Айктак ( алеут. Ugangax  ) — один з островів Креніцина, підгрупи Лисячі острови у східній частині Алеутських островів у американському штаті Аляска. Острів завдовжки 2,1 км, розташований за 61 км на схід від острова Акутан. Айктак — алеутське назва, транслітероване капітаном Тебенковим у 1852 році як «Острів Айхтак». Р.Н. Георхеган припустив, що назва походить від алеутського «aikhag», що означає «подорож». Острів також відомий як Ашміак. 